# Francesco Napoletano
Francesco Napoletano (właśc. Francesco Galli, data urodzenia nieznana, zm. ok. 1501 w Wenecji) – włoski malarz renesansowy, uczeń Leonarda da Vinci. Niewiele wiadomo o jego życiu. Wiadomo, że urodził się w Neapolu, jednak jego data urodzenia jest nieznana. W latach 90. XV w. Francesco zajmował się malarstwem, głównie portretami, przejmując styl Leonarda. Namalował m.in. Madonnę z Dzieciątkiem, św. Janem Chrzcicielem i św. Sebastianem, znajdującym się w zbiorach Kunsthaus Zürich. 8 sierpnia 1494 roku został wymieniony w książęcym liście obok Leonarda i Ambrogia de Predis jako twórca monet. Ostatnie lata życia spędził ze swoją konkubiną Andreiną Rossini. Para miała dwoje dzieci.